# World of Warplanes
World of Warplanes (укр. Світ бойових літаків) — відеогра, клієнтська масова багатокористувальницька онлайн-гра в реальному часі в жанрі аркадного авіаційного екшна, анонсована білоруською студією Wargaming.net 7 червня 2011 року в місті Лос-Анджелес на виставці Electronic Entertainment Expo. Гра розробляється компанією Persha Studia в Києві (Україна), видавцем виступає Wargaming.net. Стала доступна 12 листопада 2013 року. Часовий період більшості представленої в грі авіаційної техніки — «Золота доба бойової авіації» (період між Першою і Другою Світовими війнами ), Друга Світова війна та наступне десятиліття. У жовтні 2017 року було випущено оновлення World of Warplanes 2.0, яке значно змінило гру і отримало набагато кращі оцінки журналістів і гравців, ніж попередня версія. 

## Історія

### Анонс та перші подробиці
- 7 червня 2011 компанія Wargaming.net анонсувала гру на найбільшій ігровій виставці E3 2011 в Лос-Анджелесі.[3]

Літакова ММО, розробкою якої займається зовнішня студія, буде присвячена повітряним баталіям на «сталевих птахах» періоду 30-х — 50-х років XX століття — епохи розквіту гвинтової військової авіації.
«Розробка нового проекту — великий і дуже відповідальний крок, але ми до цього кроку готові, — зазначив глава Wargaming.net Віктор Кислий. — Успіх World of Tanks показав, що нам під силу випускати ігри світового рівня. Сподіваємося, що World of Warplanes повторить цей успіх. А, може, і перевершить його».
- 15 липня 2011 на офіційному сайті World of Tanks була опублікована стаття «World of Warplanes. Перші деталі». У ній було зазначено, що схожим з WoT залишиться не тільки геймплей, але й загальна глобальна карта і фінансова система.

World of Warplanes представить військові машини декількох ключових періодів в історії літакобудування — від біпланів початку століття до реактивних прототипів кінця Другої світової, які стали прабатьками сучасних «сталевих птахів». Гравцям будуть доступні сотні літаків головних повітряних наддержав, кожен з яких буде володіти унікальними характеристиками і поведінкою в бою. Віртуальним пілотам постануть на вибір три основні класи техніки: одномоторні винищувачі, найефективніші в ближньому маневреному бою, двомоторні винищувачі, небезпечні для будь-якого супротивника завдяки потужному озброєнню, і штурмовики — головні мисливці за наземними цілями.

### Альфа-тест
- 8 серпня 2011 Wargaming.net оголосила про створення промо-сайту гри, початок набору в альфа-тест і відкриття офіційного форуму.

- 17 серпня 2011 з'явилися деякі подробиці про гру, а так само трейлер, який буде представлений на Gamescom 2011.

- З 6 по 9 жовтня на виставці Ігромір 2011 пресі була представлена альфа-версія гри з обмеженим набором техніки, карт і відключеною системою прокачки. На ігровому порталі GoHa.Ru гра отримала безліч позитивних відгуків:

|  | «Літаки - це вам не танки! Багато елементів інтерфейсу або моделей літаків здадуться звичними для завзятих танкістів, але сам бій, його динаміка і швидкості - це щось абсолютно нове» |

- 21 грудня 2011 року на офіційному форумі було опубліковано початкове дерево розвитку американських машин, які будуть представлені в грі.

- 12 січня 2012 року були оголошені приблизні строки початку закритого бета-тестування — перший квартал 2012 року.

- 13 січня 2012 року Wargaming.net оголосили ім'я студії, яка займається розробкою гри — Persha Studia.

|  | «Над World of Warplanes працює талановита й незвично досвідчена команда, яка реалізувала немало достойних проектів, — сказав голова Wargaming.net Віктор Кислий. — Співпраця з ними значно розширює наші можливості, дозволяючи одночасно сфокусуватися на декількох іграх» |

- 16 січня 2012 року розробники відповіли на популярні питання західних гравців у темі «Відповіді розробників-2» на офіційному форумі гри.

- 20 січня 2012 року розробники представили релізне дерево німецьких машин.

- 23 лютого 2012 року на честь дня захисника Вітчизни стартував[4] глобальний альфа-тест проекту та відкрили офіційний портал [Архівовано 23 лютого 2019 у Wayback Machine.], що має спільну авторизацію з порталом World of Tanks.

- 28 лютого 2012 року розкрили подробниці радянської гілки розвитку літаків, представлений тізерний ролик і скриншоти нових машин.

- 6 березня 2012 року був випущений перший геймплейний ролик

## Бета-тест

### Закритий бета-тест
- 22 травня 2012 року анонсували дату початку закритого бета-тесту гри — 31 травня[5]. Пізніше дата початку бета-тестц була перенесена на 30 травня.

|  | «... всі заявки, подані на участь в глобальному альфа-тесті, залишаються в силі та будуть мати пріоритет при наборі до закритого бета-тесту». |

Кількість таких заявок перевищило 600 тис.
- 31 серпня 2012 року було оголошено про те, що кількість заявок перевищило 1 млн.

- з 4 квітня 2013 року Угода про нерозголошення конфіденційної інформації по проекту World of Warplanes (NDA) припинила свою дію і поступилася місцем Користувацькій угоді (EULA).

|  | «З цього моменту учасники закритого бета-тесту отримують право вільно поширювати інформацію про гру, демонструвати відео та скриншоти, обмінюватися думками про гру на відкритих форумах. Набуття чинності Користувацької угоди дозволить розгорнути широку дискусію з різних аспектів гри в співтоваристві World of Warplanes, дати можливість оцінити проект більшому числу його шанувальників». |

- з 15 травня 2013 року всі розділи офіційного форуму World of Warplanes стають відкритими для користувачів, незалежно від того, чи є вони тестерами гри.

### Відкритий бета-тест
- 2 липня 2013 року розпочався перший етап відкритого бета-тесту гри, після якого відбулося кілька додаткових етапів бета-тестування.[6]
- 20 серпня була офіційно анонсована дата релізу 25 вересня 2013 року в Росії та 26 вересня 2013 року в Європі та Північній Америці.

## Оновлення 2.0
10 жовтня 2017 року на офіційному Youtube-каналі World of Warplanes був опублікований ролик «World of Warplanes. Новий ігровий режим», який анонсував вихід оновлення World of Warplanes 2.0, в якому був радикально змінений геймплей, ігровий режим і оновлена графіка.

## Геймплей
Гра розробляється на тому ж рушію, що і World of Tanks — BigWorld, але за словами розробників він спеціально адаптований під літаки.

### Техніка в грі
У World of Warplanes присутні більш ніж 250 різних бойових літаків виробництва СРСР, Німеччини, США, Великої Британії, Японії, Франції та Китаю. Наявна в грі техніка розділена на відповідні національні «дерева» з «гілками», що відповідають класу літака: винищувачі, багатоцільові винищувачі, важкі винищувачі, штурмовики і бомбардувальники. Крім того, присутні преміум літаки, які можна придбати без вивчення. Вони забезпечують підвищену винагороду за результатами ігрових сесій (боїв).
Кожне дерево техніки починається від біпланів I рівня, що відносяться до міжвоєнного періоду, і завершується розвиненою реактивної технікою X рівня. Всі літаки, крім Преміум техніки, можуть бути вивчені і вдосконалені за допомогою накопичення очок досвіду і кредитів безпосередньо під час гри.
Удосконалення літаків передбачає установку різних модулів: озброєння, двигунів, обладнання та спорядження. У грі є декілька тисяч різних конфігурацій літаків, які, поряд з можливістю зміни зовнішнього вигляду за допомогою камуфляжів, емблем та прикрас, дозволяють гравцям створювати унікальні бойові машини.
Поділ літаків на класи передбачає значні відмінності в їх льотно-технічних характеристиках, вогневій потужності і стилі пілотування та ведення бою. Крім того, літаки різних націй одного класу і рівня відрізняються за характеристиками, імітуючи реальні ЛТХ і досвід застосування літаків в історії. Наприклад, радянські і японські літаки перевершують німецькі та американські за горизонтальною маневреністю, а ті, в свою чергу, відрізняються більшою висотністю і ефективністю у вертикальних віражах. Ігровий клієнт World of Warplanes містить інструменти, що дозволяють порівнювати літаки між собою. Інтернет-сайт World of Warplanes містить розділ з короткими історичними та ігровими відомостями про кожен з наявних у грі літаків. Національні «дерева» техніки регулярно поповнюються новими літаками. З моменту виходу гри в 2013 р в ній з'явилися нові нації, «гілки» літаків і класи.

### Ігрові режими
Основний з моменту виходу версії 2.0 ігровий режим «Завоювання» є поєднанням PvP (повітряний бій проти літаків під керуванням інших гравців) і PvE-геймплея (повітряний бій проти літаків під керуванням ботів і штурмовка наземних цілей). Передбачено два типи бою — стандартний бій, в якому протиборчі команди формуються спеціальним алгоритмом, і тренувальні кімнати, в яких склад команд і окремі налаштування бою повністю визначаються гравцями. Тренувальні кімнати призначені як для новачків, які прагнуть поліпшити свої навички, так і для досвідчених команд, що відпрацьовують тактики, оцінюють нові літаки або практикуються у стрільбі і пілотуванні. У них відключено винагороду досвідом і кредитами.
Також в грі доступна система початкового навчання нових гравців основам World of Warplanes.
У Стандартному бою пошкодження і знищення наземних і повітряних цілей, що належать команді противника, винагороджується очками досвіду і внутрішньою валютою (кредитами). Їх потім можна використовувати для того, щоб отримати доступ до нового контенту: вдосконаленим модулям для літаків, новим моделям техніки і т.ін. Перемога в стандартному бою досягається за допомогою захоплення різних ділянок на ігровий локації, які приносять очки ресурсів. Команда, що першою накопичила необхідну кількість ресурсів, перемагає. Захоплення територій відбувається шляхом знищення наземних і повітряних цілей в їх межах. Також можлива перемога шляхом повного знищення всіх літаків команди супротивника. Після втрати літака протягом більшої частини бою гравці можуть повторно вступити в бій завдяки механіці respawn-а. Багато територій на ігрових локаціях мають власні механіки, що впливають на ситуацію в бою і приносять користь команді, що їх утримує. Наприклад, Авіабаза дозволяє збитим гравцям вибрати іншу модель літака для повторного входу в бій, Командний центр направляє хвилі керованих AI бомбардувальників на території противника, а Військова база завдає по них ракетних ударів. Через деякий час після початку бою ігрову локацію «відрізає грозовий фронт», відключаючи механіку respawn-а.
Крім режиму «Завоювання», в грі існують режими «Супровід», «Війна на виснаження» і «Вторгнення». Вони відрізняються механізмами досягнення перемоги і зазвичай стають доступні під час ігрових подій-«марафонів», що відбуваються регулярно. Такі «марафони» найчастіше використовуються для презентації нових літаків.

### Ігрові локації
Ігрові сесії (бої) проходять на 40 деталізованих і видовищних ігрових локаціях, заснованих на реальних ландшафтах і об'єктах, що зустрічаються в різних регіонах Землі.

### Економіка гри
Економічна система World of Warplanes аналогічна World of Tanks.
У грі передбачено 4 види внутрішньої валюти: досвід, кредити, Жетони (з версії 1.9.4) і золото.
Досвід використовується для вивчення поліпшених модулів для літаків і подальшого вивчення нових літаків, розташованих на наступних рівнях в дереві розвитку техніки або в інших гілках. Крім того, досвід використовується для навчання екіпажу різним навичкам, що підсилюють ефективність літака в бою.
Кредити використовуються для ремонту отриманих в бою ушкоджень літаків, придбання нових модулів, обладнання та спорядження для них, і придбання інших літаків з дерев розвитку техніки.
Жетони використовуються для придбання різних внутрішньоігрових сутностей, наприклад, слотів для літаків у внутрішньоігровому Ангарі. Крім того, Жетони використовуються під час ігрових подій.
Золото використовується для придбання Преміума — спеціального статусу ігрового аккаунта, що збільшує винагороду досвідом і кредитами за результати бою і надає додаткові переваги (наприклад, можливість вибору оформлення Ангара). Також золото використовується для придбання окремих видів спорядження для літаків і інших ігрових сутностей, які прискорюють і спрощують гравцям доступ до нового контенту під час їх прогресії в грі.

### Командна гра
У World of Warplanes можна об'єднатися в ланки (аналог взводів в WoT), а також створити свій клан.

## Відгуки
World of Warplanes версії 1.х отримала змішані відгуки критиків і гравців. Зокрема, станом на 2014 рік рейтинг гри на Metacritic становив 69/100. 
Вихід World of Warplanes версії 2.0 отримав в цілому позитивні оцінки від преси, представники якої відзначили поліпшення графіки, пожвавлення ігрового процесу і загальне спрощення геймплея, яке зробило гру більш доступною для гравців-початківців. 
Приклади оглядів World of Warplanes 2.0 у пресі:
- Gameguru.ru, Росія: "...такого количества масштабных обновлений в World of Warplanes не было очень давно"[9]
- JeuxVideo.com, Франція: "World of Warplanes  Plus fun, plus accessible, le simulateur de vol fait peau neuve" [Архівовано 23 лютого 2019 у Wayback Machine.]
- MMORPG.com, США: "Getting Airborne Again in 2.0" [Архівовано 23 лютого 2019 у Wayback Machine.]
- PCGamer.com, Велика Британія: "World of Warplanes version 2.0 release date set" [Архівовано 23 лютого 2019 у Wayback Machine.]

У той же час досвідчені гравці проекту і прихильники авіасимуляторів піддали оновлення критиці, засудивши посилення аркадного аспекту гри.

## Співпраця з Iron Maiden
В рамках маркетингових заходів з просування World of Warplanes 2.0 в 2018 році розробники провели акцію спільно з легендарною британською метал-групою Iron Maiden та її солістом Брюсом Дікінсоном.
Wargaming отримала ліцензію на використання одного з ключових хітів групи Aces High від її паблішера SANCTUARY RECORDS GROUP LIMITED. Тематика пісні — будні пілотів винищувачів ВПС Великої Британії в дні Битви за Британію, — відмінно перегукується з тематикою World of Warplanes.
В рамках промо-акції була створена нова версія відеокліпу для Aces High, в якій оригінальний відеоряд чергувався з відтвореним за допомогою ігрового движка. В кабіні легендарного британського винищувача Supermarine Spitfire, який зіграв ключову роль у відбитті атак Luftwaffe на Велику Британію, знаходився пілот-маскот Iron Maiden Едді. Ролик був опублікований на сайтах World of Warplanes, групах в Facebook і на каналі в YouTube.
Модель Supermarine Spitfire, яку Iron Maiden використовували для декорації сцени під час туру Legacy of the Beast в 2018 році, також була присутня в грі і доступна гравцям безкоштовно. Додатково різні елементи в грі були оформлені в стилістиці альбомів і декорацій групи.
Оскільки соліст Iron Maiden Брюс Дікінсон є завзятим ентузіастом авіації першої половини XX століття і професійним пілотом, Wargaming залучила його до створення серії історичних відеороликів, присвячених найбільш відомим літакам цього періоду. Брюс Дікінсон став послом WoWp і записав 11 серій відео про літаки, які перебувають в музеї Британських ВВС в Хендоні і представлені у грі.